# Japans forsvar
Japans forsvar består af et militærvæsen, ofte benævnt Japans selvforsvarsstyrker (japansk 自衛隊), oprettet efter Japans nederlag i 2. verdenskrig, og underlagt forsvarsministeriet. 
Forsvaret har 247.150 aktive soldater, og 56.100 i reserven (2015).
Potsdam-deklarationen i 1945 påbød Japan at afvikle den kejserlige hær og flåde. De amerikanske besættelsesstyrker skulle stå for forsvaret af de japanske øer, bortset fra Kurilerne (besat af sovjetiske styrker). Koreakrigen 1950-53 førte imidlertid til en åreladning af disse styrker, så i 1954 oprettede Japan, med præsident Eisenhowers velsignelse, Japan Self-Defense Forces (JSDF). Paragraf ni i Japans grundlov forbyder ellers opstillingen af hær, flåde og luftvåben, så derfor er JSDF de jure en "udvidet politistyrke".
- Landstyrkerne Rikujō Jieitai – Japan Ground Self-Defense Force (JGSDF) er Japans de facto-hær med 140.052 mand (2013)[2].
- Flådestyrkerne Kaijō Jieitai – Japan Maritime Self-Defense Force (JMSDF) er Japans de facto-flåde med 42.033 mand (2013)[2].
- Flystyrkerne Kōkū Jieitai – Japan Air Self-Defense Force (JASDF) er Japans de facto-luftvåben med 43.292 mand (2013)[2].

Den 9. januar 2007 blev det japanske forsvarsministerium oprettet. I 53 år var JSDF en etat under statsministeriet.
Selvforsvarsstyrkerne er underlagt lov om selvforsvarsstyrker af 1954, som garanterer at styrken er underlagt civil kontrol. Loven indebærer et unikt system: Alle soldaterne er formelt civile tjenestemænd, og de som bærer uniform er underlagt den civile forsvarsetat, som ligger under statsministerens kontor. Det findes ingen lov om militære hemmeligheder, og lovbrud som begås af soldater – enten på eller udenfor militært område, i eller udenfor tjeneste, eller af militær eller ikke-militær karakter – pådømmes efter almindelige strafferetslige regler ved civile domstole.[kilde mangler]

## Militære operationer i udlandet
Styrken har aldrig mobiliseret i reelle stridshandlinger, men har deltaget i nogen internationale, fredsbevarende operationer. Frem til september 2015, i henhold til Japans forfatning, måtte landets styrker kun at deltage i selvforsvar af Japan. Den 18. september blev der dog vedtaget en ny lovgivning, som gav landets styrker lov til at deltage i militære operationer udenfor Japan.